# Martha Betz Shapley
Martha Betz Shapley   (Kansas City, 3 d'agost de 1890 - Tucson, 24 de gener de 1981) va ser una astrònoma estatunidenca.

## Vida i Obra
Martha Betz (de casada: Shapley) va nàixer a Kansas City en una família d'origen alemany procedent d'Hamburg. El seu pare era professor de música i ella va estudiar a la universitat de Missouri en la qual es va graduar en matemàtiques el 1913 i va conèixer el seu futur marit Harlow Shapley.
Després de casar-se el 1914 i deixant els estudis de filologia germànica que estava fent al Bryn Mawr College, ella i el seu marit van anar a l'Observatori de Mount Wilson (Califòrnia) on ella es va dedicar a l'estudi de les estrelles binàries eclipsants i ell a l'estudi de les cefeides. El 1921, Harlow Shapley va ser nomenat director del Harvard College Observatory (Massachusetts), càrrec que va mantenir fins a la seva jubilació el 1952. Durant tot aquest temps, ella va continuar perseverant en la computació de les estrelles binàries eclipsants, a més de dedicar el seu temps als cinc fills de la parella i a assumir la hospitalitat requerida al director de l'observatori. Per tot això va rebre el sobrenom de Primera Dama de l'Observatori.
Durant la Segona Guerra Mundial va treballar en el MIT computant taules de tir dels bombarders, però el 1950, quan el seu marit va ser investigat pel Comitè d'Activitats Anti-americanes, va perdre temporalment la seva acreditació de seguretat i la seva feina.
Quan el seu marit es va retirar el 1952, van portar una vida familiar establerts a Sharon (Nou Hampshire). El 1956 es va publicar la seva última obra, Catalogue of the Elements of Eclipsing Binaries, en coautoria amb Zdeněk Kopal. Després de la mort del seu marit el 1972, se'n va anar a viure amb una filla a Tucson (Arizona), on va morir el 1981.
Un dels seus fills, Lloyd Shapley, va rebre el premi Nobel d'Economia l'any 2012.